# Jet Airliner
Jet Airliner (с англ. — Реактивный самолёт) — единственный сингл немецкого поп-дуэта Modern Talking с их пятого альбома Romantic Warriors (1987). Как и все хиты дуэта, написан Дитером Боленом и выпущен на свет 18 мая 1987 года. "Jet Airliner" пошёл в топ-чарты некоторых стран. Он достиг 7-го места в Германии 22 июня 1987 года, проведя четыре недели в топ-10 и в общей сложности 11 недель в чарте синглов. Также синглу удалось войти в топ-10 в Австрии,  в топ-20 в Швейцарии и Швеции и достигнуть 33-го места в Нидерландах. 
В 1998 году в новой версии песня была включена в седьмой альбом группы Back For Good.

## История создания
Темой для песни Дитер Болен выбрал авиаперелёты, в которых ему приходилось бывать очень много раз во время гастролей группы. Музыка пропитана загадочностью, а во время ее проигрыша присутствуют голоса бэк-вокалистов, что является нетипичным для творчества Modern Talking. На момент записи клипа к песне отношения между участниками дуэта были очень напряжёнными, поэтому данный клип стал последним совместным клипом группы до их первого распада (в клипе к синглу In 100 Years Томас Андерс и Дитер Болен снимались уже отдельно). В поддержку "Jet Airliner" группа провела серию выступлений на крупных телеканалах, благодаря чему песня стала достаточно популярной и вошла в топ-чарты разных стран.

## Чарты
| Чарты (1987)                      | Место в чартах |
| --------------------------------- | -------------- |
| Австрия (Ö3 Austria Top 40)       | 10             |
| Бельгия/Фландрия (Ultratop 50)    | 13             |
| Europe (European Hot 100 Singles) | 23             |
| Нидерланды (Dutch Top 40)         | 36             |
| Нидерланды (Single Top 100)       | 33             |
| South Africa (Springbok Radio)    | 16             |
| Spain (AFYVE)                     | 3              |
| Швеция (Sverigetopplistan)        | 12             |
| Швейцария (Schweizer Hitparade)   | 12             |
| ФРГ (Offizielle Top 100)          | 7              |